# Jacek Staszewski
Jacek Staszewski (ur. 3 września 1933 w Płocku, zm. 26 sierpnia 2013 w Toruniu) – polski historyk, znawca dziejów unii polsko-saskiej.

## Życiorys
Syn Jerzego. Do szkoły podstawowej uczęszczał w Sochaczewie. Naukę kontynuował w Gimnazjum i Liceum Ziemi Kujawskiej we Włocławku, gdzie w 1951 uzyskał świadectwo dojrzałości. W latach 1951–1955 studiował historię na UMK w Toruniu. Po studiach rozpoczął pracę na macierzystej uczelni w charakterze asystenta. Początkowo jego zainteresowania badawcze koncertowały się na ruchu robotniczym w początku XX wieku – rewolucji w Niemczech 1918–1919. Po kilku latach zajął się dziejami unii polsko-saskiej. W 1963 uzyskał stopień doktora nauk humanistycznych na podstawie rozprawy Stosunki Augusta II z kurią rzymską. Misja rzymska w latach 1704–1706. W 1971 uzyskał habilitację. Wielokrotnie wyjeżdżał na stypendia i staże zagraniczne, prowadząc kwerendy źródłowe, zwłaszcza w archiwum drezdeńskim. W 1988 otrzymał tytuł profesora zwyczajnego nauk humanistycznych.
Od 1972 był członkiem redakcji „Kwartalnika Historycznego”, a od 1987 członkiem Komitetu Nauk Historycznych PAN. Przez dwie kadencje w latach 1991–1997 był prezesem Polskiego Towarzystwa Historycznego. Był także członkiem Włocławskiego Towarzystwa Naukowego oraz Societas Jablonoviana w Lipsku. Na UMK był prodziekanem Wydziału Humanistycznego (1972–1975) oraz dyrektorem Instytutu Historii i Archiwistyki (1978–1980).
Jego badania spowodowały przełom w postrzeganiu dynastii Wettynów w Polsce, zauważając wiele pozytywnych cech panowania zwłaszcza Augusta II, ale i Augusta III. Wykazał on, iż to właśnie w czasach saskich zaczęło się odrodzenie elit intelektualnych kraju, ożywienie kulturalne oraz dojrzewanie planów reform. Przyczynił się również do „odczarowania” intrygantki i kochanki Augusta II (Anna Konstancja Cosel).
W ostatnich latach życia profesor emerytowany (Wydział Nauk Historycznych; Instytut Historii i Archiwistyki) UMK i Członek Prezydium Polskiego Towarzystwa Historycznego. Był także Przewodniczącym, a następnie Honorowym Przewodniczącym Komitetu Głównego Olimpiady Historycznej. 
Do jego uczniów należą: Stanisław Achremczyk, Jarosław Dumanowski, Bogusław Dybaś, Krzysztof Mikulski, Jarosław Porazinski, Stanisław Roszak, Wojciech Stanek.   

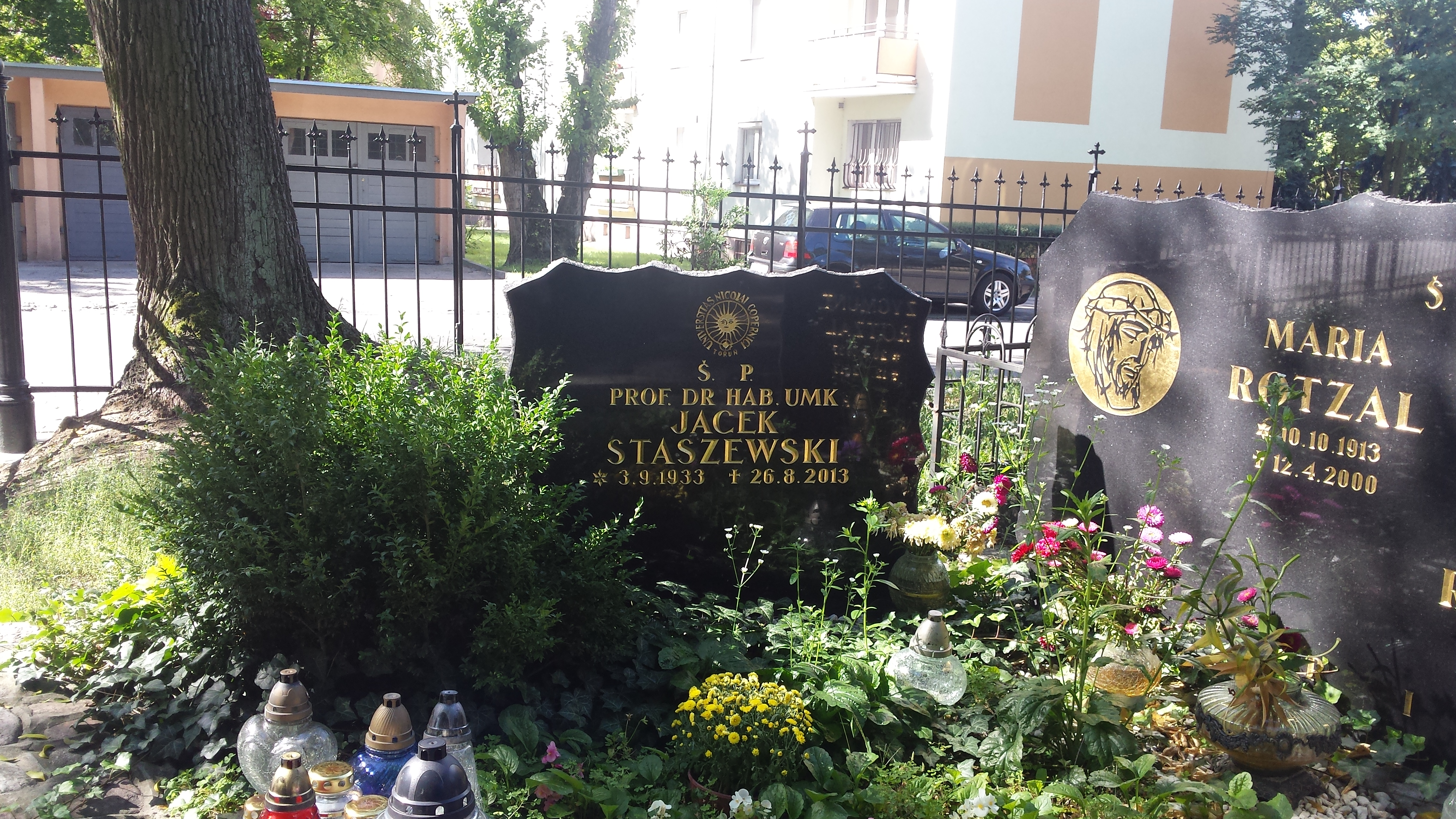
Grób prof. Jacka Staszewskiego na cmentarzu św. Jerzego w Toruniu

## Dzieła
- O miejsce w Europie. Stosunki Polski i Saksonii z Francją na przełomie XVII i XVIII wieku, Warszawa 1973.
- August III, Warszawa 1984.
- August II, Warszawa 1985.
- Polacy w osiemnastowiecznym Dreźnie, Wrocław 1987.
- August III Sas, Wrocław Warszawa Kraków Gdańsk Łódź (Ossolineum) 1989.
- Europa i świat w epoce oświeconego absolutyzmu (redakcja naukowa tomu), Warszawa 1991.
- August III. Kurfürst von Sachsen und König von Polen. Eine Biographie, Berlin 1996.
- „Jak Polskę przemienić w kraj kwitnący...”. Szkice i studia z czasów saskich, Olsztyn 1997.
- August II Mocny, Wrocław Warszawa Kraków (Ossolineum) 1998. ISBN 83-04-04387-4.
- Wettynowie, Olsztyn (Ośrodek Badań Naukowych im. Wojciecha Kętrzyńskiego) 2005 ISBN 83-87643-24-6.

## Ordery i odznaczenia
- Krzyż Oficerski Orderu Odrodzenia Polski (30 października 1998)[2]
- Medal Komisji Edukacji Narodowej[5]
- Medal „Thorunium” (2003)[6]